# Nawal al-Sa'dawi
Nawal al-Sa'dawi, (em árabe: نوال السعداوي, Nawāl as-Saʿdāwī) (Kafr Tahl, 27 de outubro de 1931 – 21 de março de 2021) foi uma escritora, médica, psiquiatra e feminista egípcia. Escreveu muitos livros sobre o tema das mulheres no Islã, prestando especial atenção à prática da mutilação genital feminina em sua sociedade. Ela foi descrita como "a Simone de Beauvoir do mundo árabe".
Ela foi fundadora e presidente da Associação de Solidariedade das Mulheres Árabes (AWSA)  e co-fundadora da Associação Árabe para os Direitos Humanos. Ela recebeu graus honorários em três continentes. Em 2004, ganhou o Prêmio Norte-Sul do Conselho da Europa. Em 2005, ganhou o Prêmio Internacional Inana na Bélgica e em 2012, o International Peace Bureau concedeu-lhe o Prêmio Sean MacBride da Paz.

## Biografia
Nasceu em 1931, em uma pequena vila nos arredores do Cairo, chamada Kafr Tahl, nos arredores do Rio Nilo, no seio de uma tradicional família egípcia, e quando criança, sofreu mutilação genital feminina. Era a segunda entre os nove irmãos. Seu primeiro livro foi escrito com 13 anos de idade. Seu pai era um funcionário do governo, enquanto sua mãe vinha de uma família rica.
Estudou medicina na Universidade do Cairo, onde graduou-se em 1955.
Trabalhando como médica em Kafr Tahl pôde observar as dificuldades e desigualdades que enfrentavam as mulheres, em especial as camponesas. Depois de mostrar interesse em proteger as mulheres e tentar proteger uma de suas pacientes de violência doméstica, Sa'dawi foi enviada ao Cairo. Lá, conseguiu o cargo de diretora de Saúde pública e encontrou seu terceiro marido, Sherif Hetata, que havia sido preso político durante treze anos.
Sa'dawi foi demitida do cargo no Ministério da Saúde como consequência de suas atividades políticas. Estas atividades também custaram-lhe os cargos de chefe de redação de um jornal de saúde da Secretaria Geral Adjunta da Associação Médica do Egito. Entre 1973 e 1976 trabalhou na investigação de neurose nas mulheres da África pela Universidade de Ain Shams, e entre 1979 e 1980 foi assessora das Nações Unidas para o Programa da Mulher Africana (CEP) e de Oriente Próximo (CEPA). 
Vista como polêmica e perigosa pelo governo egípcio, Sa'dawi foi presa em setembro de 1981, junto com outros egípcios opostos aos acordos de Paz de Jerusalém do presidente Anwar al-Sadat. Foi liberada no ano seguinte, um mês depois do assassinato do presidente Sadat.
Em 1991, após receber ameaças de morte por parte de terroristas islâmicos, exilou-se nos Estados Unidos, onde passou a lecionar na Universidade de Washington. Em 1996 retornou ao Egito, onde continuou suas atividades em favor dos direitos da mulher, especialmente a partir de sua obra escrita.
Em 2003 foi premiada pela Generalidade da Catalunha com o Prêmio Internacional Catalunha e em 2004 com o Prêmio Norte-Sur concedido pelo Conselho da Europa. Em 2010 outorgou-se com um doutorado Honoris causa pela Universidade Nacional Autônoma do México.

## Reconhecimento
Em dezembro de 2015, foi eleita uma das 100 mulheres mais influentes do mundo pela BBC.

## Morte
Nawal morreu em 21 de março de 2021, aos 89 anos de idade.

## Trabalhos selecionados
Saadawi escreveu prolificamente, colocando alguns de seus trabalhos online
Romances e novelas
- Mudhakkirat tabiba (Cairo, 1958). Memoirs of a Woman Doctor, trad. Catherine Cobham (Saqi Books, 1988)
- Al ghayib (Cairo, 1965). Searching, trad. Shirley Eber (Zed Books, 1991)
- Imra'tani fi-Imra'a (Cairo, 1968). Two Women in One, trad. Osman Nusairi e Jana Gough (Saqi Books, 1985)
- Maut ar-raǧul al-waḥīd ʿala ‚l-arḍ (1974). God Dies by the Nile, trad. Sherif Hetata (Zed Books, 1985)
- Al-khait wa'ayn al-hayat (Cairo, 1976). The Well of Life and The Thread: Two Short Novels, trad. Sherif Hetata (Lime Tree, 1993)
- Ughniyat al-atfal al da iriyah (Beirut: Dar al-Adab, 1977). The Circling Song, trad. Marilyn Booth (Zed Books, 1989)
- Emra'a enda noktat el sifr (Beirut: Dar al-Adab, 1977). Woman at Point Zero, trad. Sherif Hetata (Zed Books, 1983)
- Mawt Ma'ali al-Wazir Sabiqan (1980). Death of an Ex-Minister, trad. Shirley Eber (Methuen, 1987)
- Suqūṭ al-imām (Cairo, 1987). The Fall of the Imam, trad. Sherif Hetata (Methuen, 1988)
- Jann āt wa-Iblīs (Beirut, 1992). The Innocence of the Devil, trad. Sherif Hetata (Methuen, 1994)
- Ḥubb fī zaman al-naf̣t (Cairo, 1993). Love in the Kingdom of Oil, trad. Basil Hatim e Malcolm Williams (Saqi Books, 2001)
- Al-Riwayah (Cairo: Dar El Hilal, 2004). The Novel, trad. Omnia Amin e Rick London (Interlink Books, 2009)
- Zeina (Beirut: Dar Al Saqi, 2009). Zeina, trad. Amira Nowaira (Saqi Books, 2011)

Coletâneas de contos
- Ta'allamt al-hubb (Cairo, 1957). I Learned Love
- Lahzat sidq (Cairo, 1959). Moment of Truth
- Little Tenderness (Cairo, 1960)
- al-Khayt wa-l-jidar (1972). The Thread and the Wall
- Ain El Hayat (Beirut, 1976)
- Kānat hiya al-aḍʻaf ["She Was the Weaker"] (1979). She Has No Place in Paradise, trad. Shirley Eber (Methuen, 1987). Inclui três histórias adicionais: "She Has No Place in Paradise", "Two Women Friends", and "'Beautiful'".
- Adab Am Kellet Abad (Cairo, 2000)

Roteiros
- Ithna 'ashar imra'a fi zinzana wahida (Cairo, 1984). Twelve Women in a Cell
- Isis (Cairo, 1985)
- God Resigns in the Summit Meeting (1996), publicado por Madbouli, e quatro outras peças incluídas em sua Collected Works (45 livros em árabe), Cairo: Madbouli, 2007
- Twelve Women in a Cell - Plays by Mediterranean Women (Aurora Metro Books, 1994)

Memórias
- Mudhakkirat fi Sijn al-Nisa (Cairo, 1983). Memoirs from the Women's Prison, trad. Marilyn Booth (The Women’s Press, 1986)
- Rihlati hawla al-'alam (Cairo, 1986). My Travels Around the World, trad. Shirley Eber (Methuen, 1991)
- Memoirs of a Child Called Soad (Cairo, 1990)
- Awraqi hayati, primeiro volume (Cairo, 1995). A Daughter of Isis, trad. Sherif Hetata (Zed Books, 1999)
- Awraqi hayati, segundo volume (Cairo, 1998). Walking Through Fire, trad. Sherif Hetata (Zed Books, 2002)
- My Life, Part III (Cairo, 2001)

Não-ficção
- Women and Sex (Cairo, 1969)
- Woman is the Origin (Cairo, 1971)
- Men and Sex (Cairo, 1973)
- The Naked Face of Arab Women (Cairo, 1974)
- Women and Neurosis (Cairo, 1975)
- Al-Wajh al-'ari lil-mar'a al-'arabiyy (1977). The Hidden Face of Eve: Women in the Arab World, trad. Sherif Hetata (Zed Press, 1980)
- On Women (Cairo, 1986)
- A New Battle in Arab Women Liberation (Cairo, 1992)
- Collection of Essays (Cairo, 1998)
- Collection of Essays (Cairo, 2001)
- Breaking Down Barriers (Cairo, 2004)

Compilações em inglês
- North/South: The Nawal El Saadawi Reader (Zed Books, 1997)
- Off Limits: New Writings on Fear and Sin (Gingko Library, 2019, ISBN 978-88-87847-16-1)